# كلية سان بارتولوميه
كلية سان بارتولوميه (بالإسبانية: Colegio Mayor de San Bartolomé)‏، والتي كانت تُعرف قديمًا باسم كلية أنايا أو الكلية العتيقة، هي كلية تابعة لجامعة سلامنكا، وتقع في مدينة سلامنكا الإسبانية.
في 6 أكتوبر عام 2011، تم إعلان كل من مجمع كلية أنايا وأوسبيديريا وكنيسة سان سيباستيان معلمًا تراثيًا ذا أهمية ثقافية من فئة النصب التذكارية الأثرية.

## التاريخ
تأسست عام 1401 من قبل دييجو دي أنايا بوصفها كلية خاصة مثلحقة [جامعة سلامنكا. وكان نموذجًا للخمسة مدارس الأخرى الكلاسيكية الموجودة في إسبانيا وفي أمريكا الإسبانية. قام أنايا نفسه بوضع أحجار ونظمها الأساسية الأولى عام 1405. وكان لون المعطف الفضفاض ذي لون بني.
كانت المؤسسة تسمح في البداية بدراسة الشباب الأذكياء وفقيري الموارد، حيث كانت تُدفع الرسوم خاصتهم عن طريق المنح الدراسية. وكانت الهيبة التي يحظون بها محل دراسة واهتمام من الكليات الأخرى في سلامنكا؛ إلا أنه بنهاية القرن السادس عشر، شغل أبناء الطبقة الارستقراطية والراقية والنبلاء أماكنهم، والذي أدى بدوره إلى انخفاض مستوى الدراسة. وكان المعيار الذي يتم على أساسه تقييم المُلتحقين بالمدرسة هو نقاء وطهارة الدماء، وكان يُقصد بهذا القرار، قصر التحاق الكلية على فئة النبلاء فحسب، ومعه أيضًا منع المتحولين عن دينهم من الالتحاق بها. وإضافة إلى ذلك، فتم منع الطامحين من الفئات المتواضعة بدخولها كونهم ليس لديهم ما يُثبت نقاء دمائهم. وتم تشييد مبنى الأوسبيديريا لإلحاق الطلاب ذوي المستوى المادي المتواضع، وغالبًا خادمي النبلاء بها.